# Bez nazvanija
Bez nazvanija (hrv. Bez imena) šesti je studijski album ruskog glazbenika Nikolaja Noskova iz 2012. godine. Album je poznat i pod imenom Мёд (hrv. Med)

## Pozadina
Album je snimljen u Njemačkoj u studiju Horst Shnebel. Snimka je napravljen uz sudjelovanje dva člana njemačke grupe De-Phazz. Pjesma Исповедь se briše. Pjesma Ночь, koji se provodi u Glazba kutija je snimljen po prvi put.

## Popis pjesama
1. Bez nazvanija (Без названия) - 4:09
2. Ozera (Озёра) - 5:09
3. Noč' (Ночь) - 4:41
4. Ja bil odin (Я был один) - 4:06
5. Ispovedj (Исповедь) - 4:24
6. Med (Мёд) - 4:16

## Osoblje
- Gitara — Aleksandr Ramus, Bernd Windisch
- Udaraljke — Oli Rubow
- Sintesajzer — Nikolaj Suroncev